# تام مین
تام مِین (به انگلیسی: Thom Mayne) متولد ۱۹ ژانویه ۱۹۴۴، معمار آمریکایی مستقر در شهر لوس انجلس است. او یکی از مؤسسین و از متولیان انستیتوی معماری کالیفرنیای جنوبی در سال ۱۹۷۲ می‌باشد. او از همان زمان [۱۹۷۲] مشغول به تدریس در این انستیتو و نیز در دانشگاه ایالتی پلی تکنیک کالیفرنیا، پومونا و دانشگاه کالیفرنیا، لوس انجلس بوده‌است. او مدیر مورفوسیس، شرکت معماری واقع در سنتا مونیکا، کالیفرنیا می‌باشد. مین دریافت‌کننده جایزه معماری پریتزکر در سال ۲۰۰۵ بود.